# Jukka Rauhala
Jukka Matti Rauhala (Muurame, 1º marzo 1959) è un ex lottatore finlandese, specializzato nella lotta libera.

## Palmarès

### Olimpiadi
- Bronzo a Los Angeles 1984 nei pesi leggeri.